# TVR
A TVR egy brit sportkocsigyártó cég. Trevor Wilkinson alapította 1947-ben.
A vállalat székhelye 2006-ig az angol tengerparti városban, Blackpool-ban volt, de azóta több kisebb leányvállalat alakult ki, és ezeket áthelyezték máshova.[forrás?]

## Története
A céget 1947-ben Trevor Wilkinson alapította, aki elhagyta a céget 1962-ben. A TVR Grantura nevű modelljét - anyagi okokból - nem tudták felváltani a TVR Tridentre. 1965 és 1981 között Martin Lilley volt a tulajdonos, majd 1981-től Peter Wheeler következett. Wheeler 2004-ben adta el a céget Nyikolaj Szmolenszkij orosz milliárdosnak. Szmolenszkij ideje alatt a cég a TVR Sagaris nevű modellel próbálkozott (2004 és 2006 között), ám a gyártási költségek túl magasnak bizonyultak. A cég 2006-tól nem gyártott új autókat. Szmolenszkij 2012-ben eladta cégét egy szindikátusnak, amelyet Leslie Edgar vezet. Az új cégvezetés szerződtette Gordon Murray tervezőt, aki korábban a Brabham illetve a McLaren Formula 1-es csapatok tervezője volt. Mivel a cég korábbi, saját gyártmányú 6 illetve 8 hengeres motorjai megbízhatatlannak bizonyultak, ezek helyett Cosworth gyártmányú V-8 hengeres motorokkal kívánják ellátni az autókat. A korábban beharangozott négy új modell eredetileg 2017-re tervezett bemutatkozása azonban csúszik. Jelenleg 2019-es bemutatkozással számol a cég.

## Részlegei
A TVR-nak két részlege volt, a TVR Engineering, amely sportautókat és nagy túrázókat gyárt, és a TVR Power, a hajtáslánc részleg.[forrás?]

## Modellek
- TVR Griffith 400
- TVR 420 SEAC
- TVR Vixen S1[7]
- TVR Cerbera
- TVR Griffith 500
- TVR Sagaris

## Képgaléria

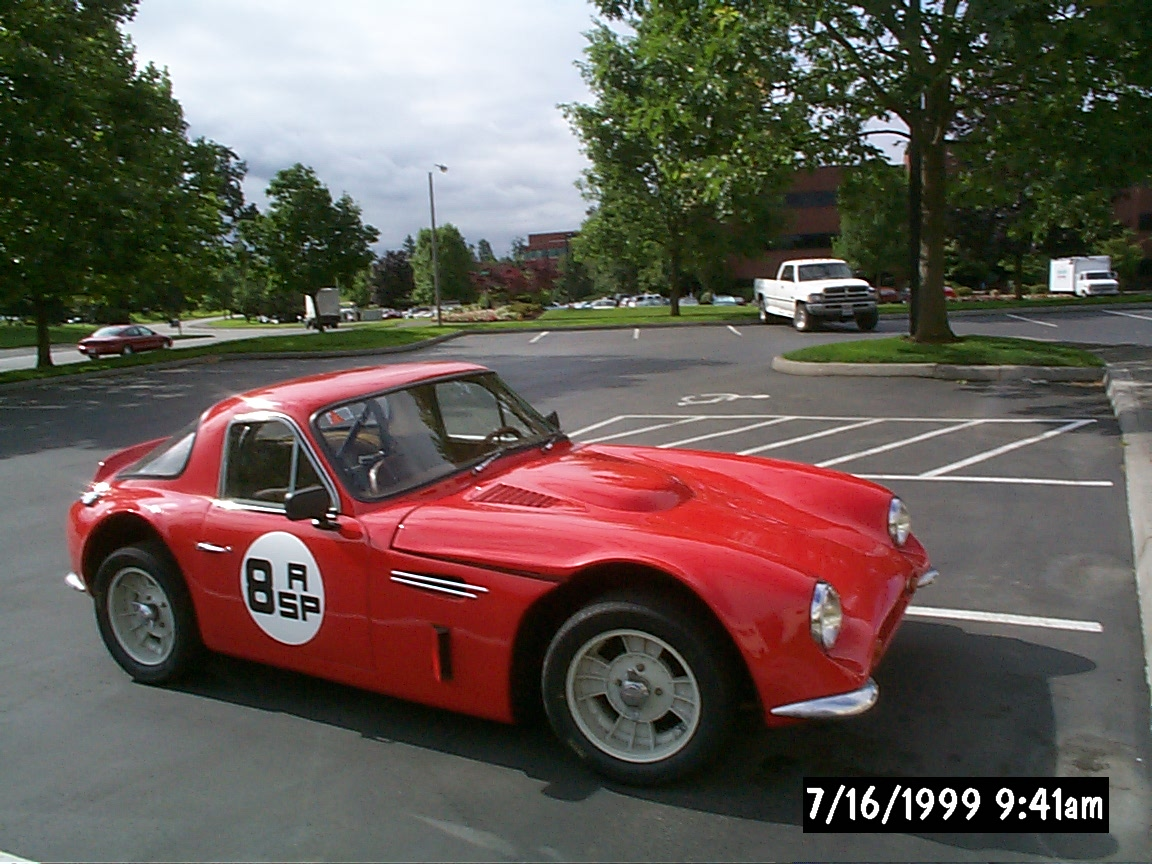
Griffith 400
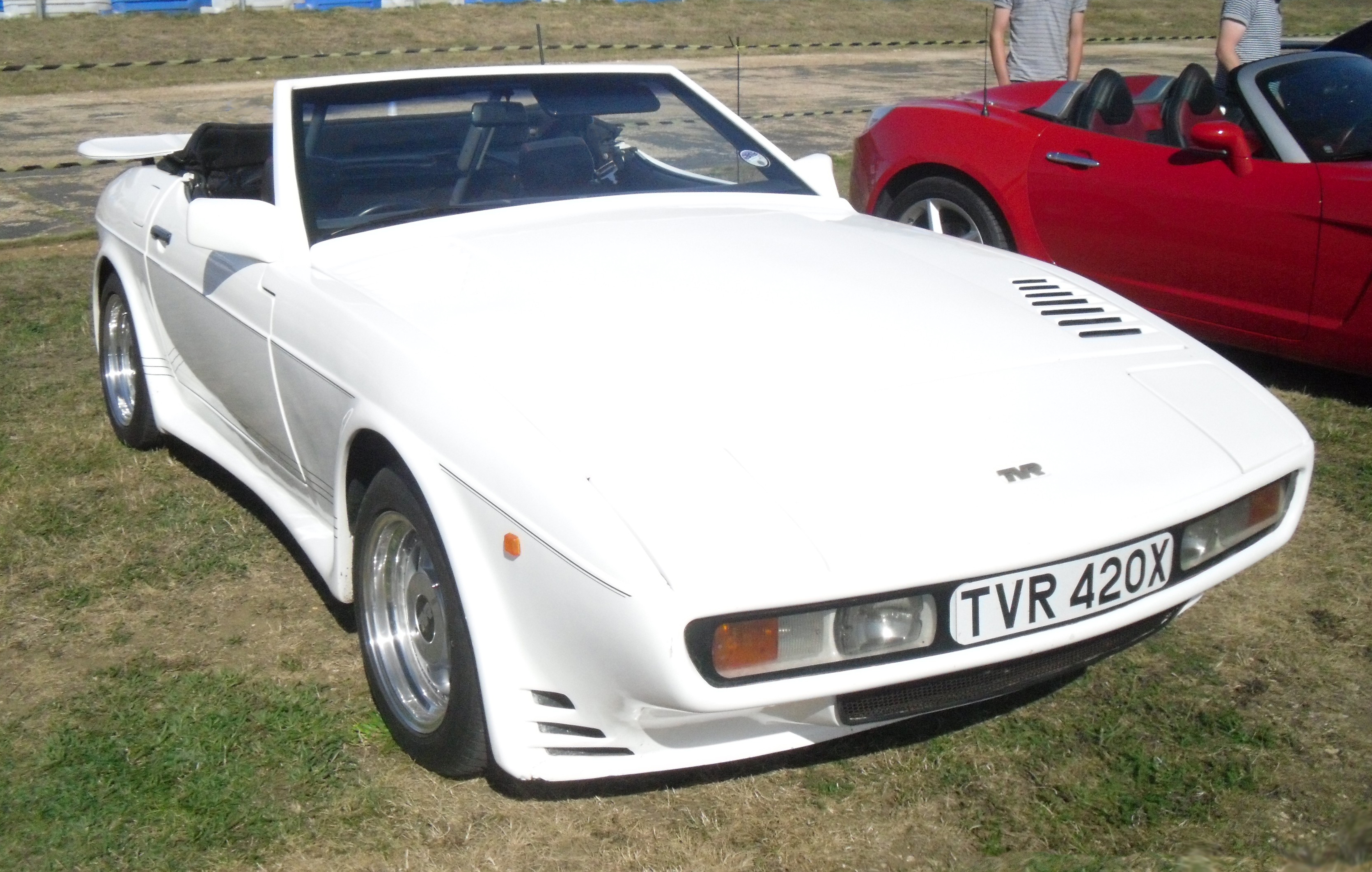
420 SEAC
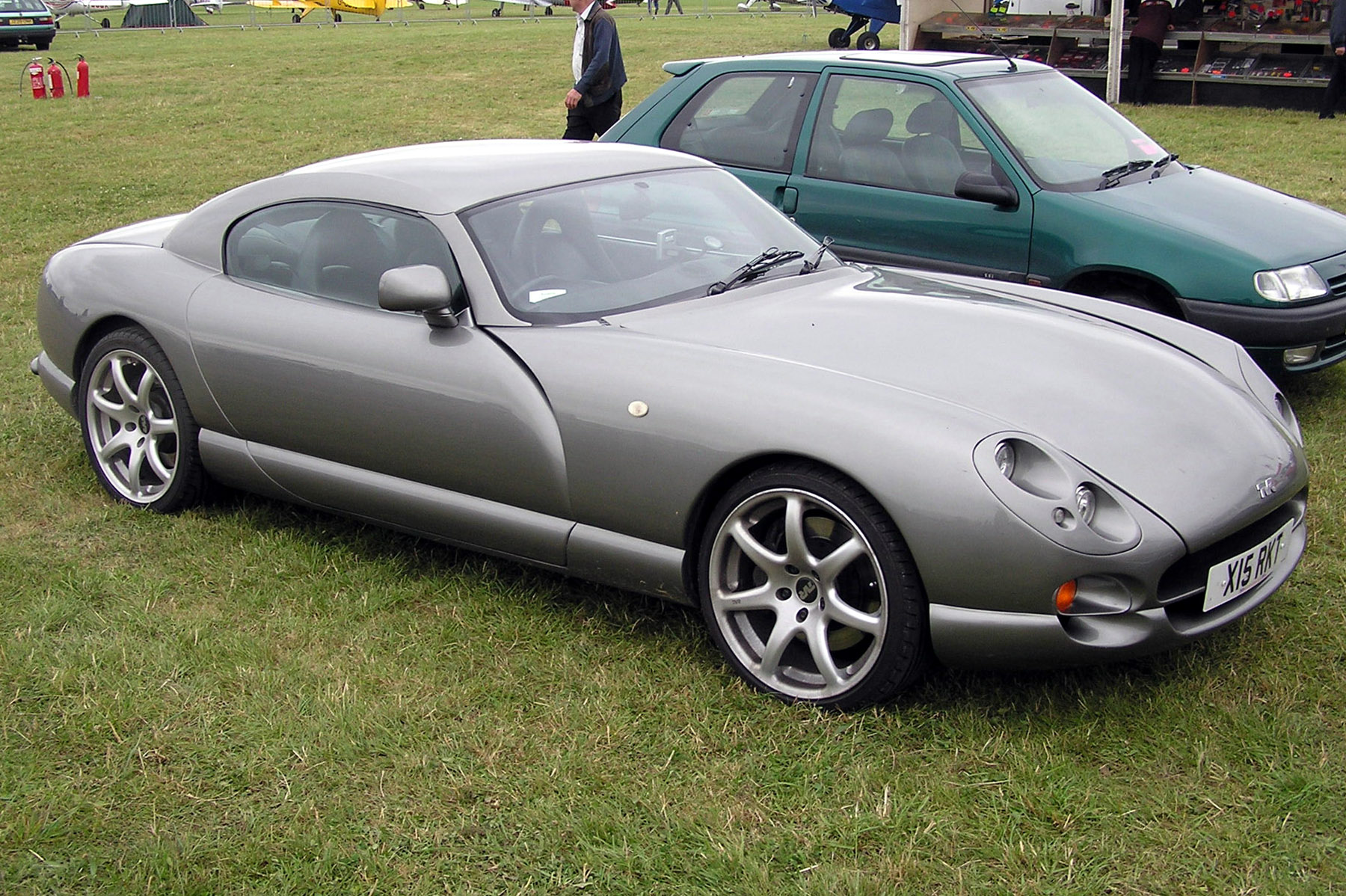
Cerbera
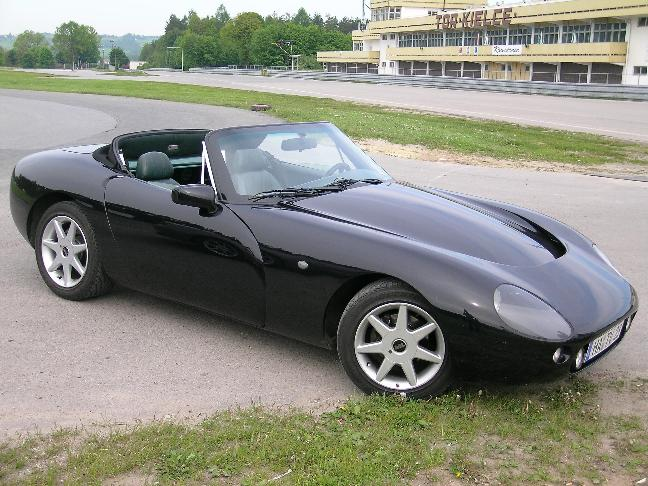
Griffith 500